# Ближайший общий предок

Упрощённое эволюционное древо динозавров. Динозавры — это монофилетическая группа, в которую входят все потомки одного общего предка. Поскольку обычно невозможно установить непосредственного предка какого-либо таксона, представления о его внешнем облике основываются на ископаемых остатках базальных (примитивных) представителей группы

Древо жизни

Древо жизни с учётом горизонтального переноса генов

Ближайший общий предок (БОП), или последний общий предок (ПОП) (англ. Most recent common ancestor или англ. MRCA), — термин в биологии, который обозначает гипотетическую группу живых организмов, существовавшую в прошлом, от которой произошли все представители некоторого таксона. Также термин часто используется в генеалогии.
По современным эволюционным представлениям все клеточные организмы планеты Земля имеют общее происхождение, то есть любые две группы живых организмов, даже такие разные как животные и растения, имеют общего предка. Данный принцип играет роль в биологической систематике: согласно кладистическому подходу, любой биологический таксон следует строить таким образом, чтобы он объединял в себе все виды, происходящие от одного общего предка.

## Примеры
- Общий предок человека и шимпанзе жил около 7—12 млн лет назад.
- Общий предок всех динозавров жил около 233—243 млн лет назад.
- Общий предок амниот, всех наземных позвоночных за исключением земноводных, обитал примерно 300—320 млн лет назад.
- Тиктаалик, общий предок рыб и тетраподов жил около 380 млн лет назад.
- Общий предок всех современных позвоночных жил около 500 млн лет назад.
- Урбилатерия, общий предок всех животных имеющих билатеральную симметрию жил около 570—800 млн лет назад.
- Урметазоя, общий предок всех животных, жила 760—1000 млн лет назад.
- Последний общий предок всех эукариот «LECA[англ.]» жил около 2 млрд лет назад.
- Прогенот, общий предок прокариот, эукариот и архей жил около 3 млрд лет назад.

### Последний универсальный общий предок
Последний универсальный общий предок всего живого на Земле «LUCA» жил около 3,48—4,28 млрд лет назад. Однако возможно, что LUCA не был одним-единственным организмом, а генетический материал всех ныне живущих организмов это результат горизонтального переноса генов между сообществами древних микроорганизмов. На заре жизни родство было не таким линейным, как сейчас, потому что для появления современного генетического кода потребовалось время.